# Freddy Haayen
Freddy C. Haayen (Curaçao, 11 februari 1941 – Den Haag, 22 juli 2007) was een Nederlands muziekproducent.

## Biografie

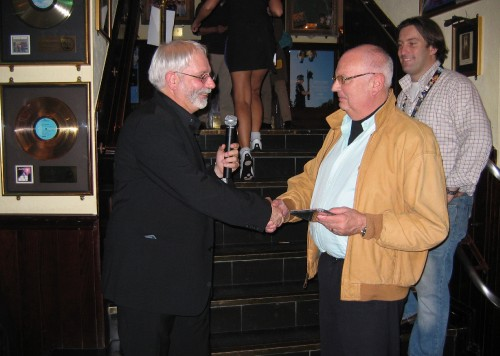
Freddy Haayen (r) neemt The Who's Endless Wire in ontvangst

Haayen trad als student als magazijnbediende in dienst van platenmaatschappij Polydor, maar wist binnen enkele jaren door te dringen tot de top van het bedrijf. Een van zijn eerste wapenfeiten dateert uit 1964, toen hij het Britse bandje The High Numbers contracteerde. De groep zou later grote successen vieren onder een nieuwe naam: The Who. Haayen ontdekte in 1965 de Golden Earring, toen nog The Golden Earrings geheten, bij een optreden in Scheveningen. Hij bezorgde de band een eerste contract en een eerste hit — Please go — en zou gedurende bijna een kwart eeuw onlosmakelijk verbonden blijven aan de Haagse band.
Haayen was indertijd een drijvende kracht achter de zogenaamde nederbeat en werkte voor onder meer The Outsiders van Wally Tax, Sandy Coast van Hans Vermeulen en Earth & Fire. In 1968 richtte hij met Willem van Kooten en Peter Koelewijn de productiemaatschappij Red Bullet op, onder meer verantwoordelijk voor de Golden Earring en de wereldwijde hit Venus van Shocking Blue. Koelewijn en Haayen hadden in 1969 onder de naam Zoef Zoef & De Bevers en in 1970 onder de naam The Freddies tweemaal zelf een notering in de Nederlandse Top 40 met respectievelijk Loekie Loekie en Comedy is over now. Zij waren ook betrokken bij De Praatpalen. Als gastmuzikant was Haayen regelmatig ook muzikaal betrokken bij diverse van zijn producties.

### Internationaal
In 1971 stapte Haayen uit Red Bullet en begon hij aan een internationale carrière bij Polydor. Hij zou het uiteindelijk tot directeur van Polydor Engeland en Polydor USA schoppen. Haayen bleef tevens achter de schermen betrokken bij de Golden Earring en was een belangrijke factor in het Amerikaanse succes van de Haagse band. In de jaren tachtig zorgde hij ervoor dat Stars on 45, een project van de Haagse Jaap Eggermont, internationaal wordt uitgebracht. Tevens begint hij een eigen platenlabel, Jaws Records. In 1987 keerde hij met zijn gezin terug naar Nederland, waar hij de grote man zou worden achter de bouw van een bioscoop in Scheveningen. Hij trad als directeur in dienst van platenmaatschappij CNR en was producer van de Urban Heroes.
Haayen overleed in 2007 op 66-jarige leeftijd in Ziekenhuis Bronovo in Den Haag aan de gevolgen van een hersenbloeding. Hij werd in besloten kring begraven.